# エドワード・スイフト
エドワード・スイフト（Edward D. Swift、1871年-1935年9月25日）は、アメリカ合衆国の天文学者である。同じく天文学者のルイス・スウィフトの息子である。
父の後を継ぎ、54P/デヴィコ・スウィフト・NEAT彗星の共同発見者となった。